# L'illa del tresor
|  | Per a altres significats, vegeu «L'illa del tresor (desambiguació)». |

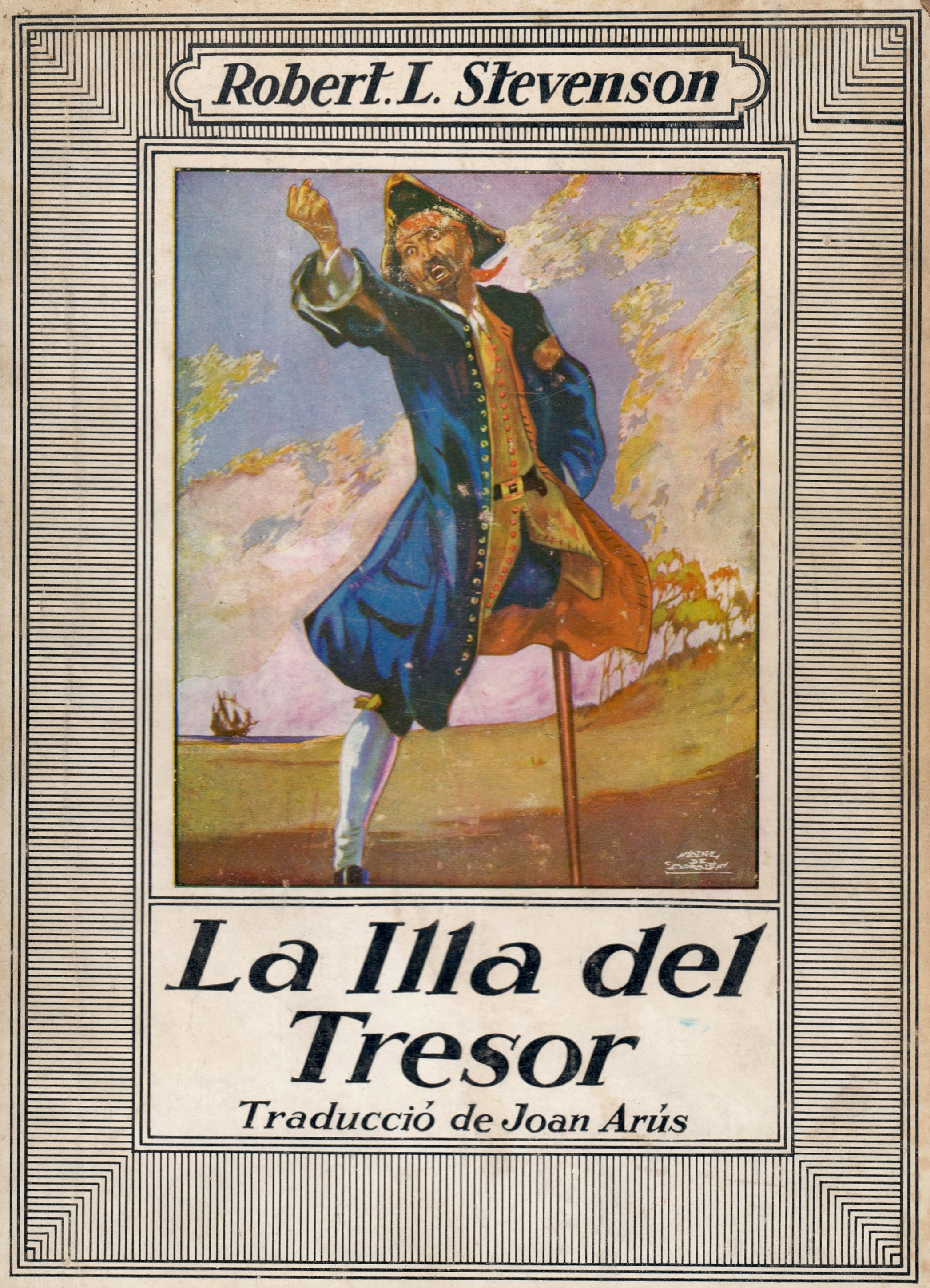
La illa del Tresor (Treasure Island) de Robert L. Stevenson, traducció catalana publicada a Barcelona l'any 1926

L'illa del tresor (títol original en anglès: Treasure Island) és una novel·la d'aventures escrita per Robert Louis Stevenson. Narra les aventures de Jim en la seva expedició per la recerca d'un tresor en un vaixell la Hispaniola governat per pirates, entre els quals destaca John Silver. Es va publicar com a llibre l'any 1883, (va ser publicada per entregues en la revista infantil Young Folks entre 1881-82 amb el títol The Sea Cook, o Treasure Island). Aquesta va ser la primera novel·la de Stevenson, altres dues novel·les conegudes són La fletxa negra i L'estrany cas del Dr. Jekyll i Mr. Hyde. A més de novel·la també va publicar poesia, texts de viatges, relats breus i assaig.

## Argument
La novel·la comença amb l'arribada de Billy Bones, un capità vell i bevedor, a la posada Almirall Benbow (prop de Bristol). Aquesta posada és propietat dels pares de Jim Hawkins. El mariner demana a Jim que l'avisi si veu un home amb una cama de fusta. Un bon dia, rep la visita d'un vell conegut, el Gos Negre: els dos homes discuteixen i quan el visitant marxa, Billy Bones té un atac de feridura. Això farà que confií a Jim la importància del cofre que guarda a la seva habitació i li confessi que va ser l'home de confiança del pirata Flint, i que té por que d'altres li portin la Taca Negra (Black Spot), una amenaça mortal. Uns dies després, això provocarà la mort del mariner i la fugida de Jim i la seva mare amb les monedes i uns papers que hi ha al cofre. En Jim contacta amb el doctor Livesey i John Trelawney, per explicar-los la història. Dedueixen que els papers són el mapa d'un tresor i decideixen llogar un vaixell i una tripulació per buscar-lo.
John Trelawney lloga la Hispaniola i homes, gràcies a Long John Silver, un home amb una cama de fusta, habituat molts anys a la mar i que aviat tindrà la confiança de Jim. Tot va bé, durant la travessia, tret de la desaparició d'Arrow, segon de bord, fins que un bon dia, Jim descobreix una conspiració ficat en un barril de pomes: Silver explica a un parell d'homes que ell va ser contramestre de Flint, i els fa entendre que el millor perquè el seu pla funcioni és esperar que el doctor i Trelawney trobin el tresor, per després robar-los-el i matar-los. Jim ho explica al comandament i aquests, que no saben amb quants homes fidels compten, decideixen no actuar fins més endavant i fer-ho per sorpresa. El capità dona permís a tretze homes de la tripulació per fer una passejada per l'illa, amb Silver davant, s'embarquen. A l'últim moment, Jim salta en un bot i, quan toca terra, corre cap a la selva. Allí amagat, veu com Silver mata un home i quan fuig es troba Ben Gunn, un antic pirata de Flint que ha viscut abandonat tres anys sol a l'illa. Llavors se sent una canonada i comença el motí.
La tripulació queda dividida i els homes fidels al capità Smollett només són Hunter, Joyce, Gray i Redruth, a més d'ell i Trelawney. S'han instal·lat en un fortí, però han perdut el vaixell.
L'endemà al matí, Silver va al fortí a negociar: el mapa del tresor a canvi de les vides de tots ells. Però el capità no ho accepta i Silver jura matar-los a tots. L'atac acaba amb la derrota i fugida dels amotinats. Així i tot, Joyce i Hunter moren, i el capità Smollett queda ferit. Aprofitant que el doctor se n'ha anat a trobar Ben Gunn i que els altres tres estan despistats, Jim se'n va a buscar el bot que en Ben li ha assegurat que té amarrat en una cova. El troba i talla les amarres de la Hispaniola. Ho fa, de nit i aconsegueix pujar a bord. El vaixell es governa sol perquè dels dos pirates que el vigilaven, un és mort i l'altre està ferit i Begut, aquest últim és Israel Hands a qui el noi ajuda a canvi que governi la nau. Però Hands intenta atacar Jim amb un punyal, i aquest li dispara. Hands mor, Jim queda ferit i la Hispaniola, escorada en una badia. Es fa fosc i el noi decideix tornar al fortí, que els pirates han fet seu.
Però els seus amics no són morts: hi ha hagut un pacte i ara el mapa del tresor el tenen els pirates. Jim explica part de les seves aventures als pirates, i Long John l'ha de protegir dels seus. L'endemà, el doctor Livesey es presenta al fortí per curar els ferits i pot parlar, en secret, amb Jim, que li diu on para el vaixell. És aleshores que els pirates, amb en Jim presoner, surten a buscar el tresor. Quan arriben al lloc assenyalat amb la X, el tresor no hi és i el doctor Livesey, Gray i Ben Gunn, que seguien el grup, eviten que els pirates es llencin sobre Silver i Jim. Al final el tresor es troba a la cova de Gunn, que el va trobar i canviar de lloc. S'embarquen a la Hispaniola i deixen els tres pirates supervivents a l'illa i s'enduen John Silver, que s'escapa al primer port amb una mínima part del tresor. La resta retorna a Anglaterra.